# Parafia Chrystusa Słońca Prawdy w Jakucku
Parafia Chrystusa Słońca Prawdy w Jakucku – rzymskokatolicka parafia znajdująca się w Jakucku, w diecezji Świętego Józefa w Irkucku, w dekanacie jakuckim, w Rosji. Parafię prowadzą salezjanie.